# Samuel Kamakau
Samuel Mānaiakalani Kamakau (Mokuleia, Oahu, Havaji, 29. listopada 1815. — Honolulu, Oahu, Havaji, 5. rujna 1876.) bio je havajski povjesničar i pisac, koji je objavljivao svoja djela u lokalnim novinama, pišući o povijesti, mitologiji i jeziku starih Havajaca. Smatran je jednim od najuglednijih havajskih povjesničara (uz Johna Papu ‘I‘ija). Kralj Havaja Kamehameha III. dao je Kamakauu i drugim havajskim povjesničarima zadatak da skupe sve znanje o povijesti i kulturi Havaja.
Kamakau se 1860. preobratio na rimokatoličanstvo. Oženio je ženu imenom Hainakolo te je njihova kći bila Kukelani Ka‘a‘apookalani, rođena 1862.

## Djela
- Ka Po‘e Kahiko: The People of Old
- The Works of the People of Old: Na Hana A Ka Po‘e Kahiko
- Tales and Traditions of the People of Old: Na Mo‘olelo A Ka Po‘e Kahiko